# 나노카
나노카(菜乃花, 1989년 7월 7일 ~ , 히로시마 후쿠야마현)는 일본의 탤런트이자 그라비아 아이돌이다. 실명은 알려져 있지 않다. 프리랜서로 현재 활동 중이다. 과거에 피트(フィット) 소속이었다.

## 생애
2011년 그라비아 재팬을 통해 데뷔했다.
2013년 3월, 나노카는 Girls Unit FaDeLess에 참가했다.
2014년 9월, 4번째 DVD 나노카 코이, 나노카가 오리콘, 아이돌 이미지 DVD 주간 순위에서 1위를 차지했다.
2015년, 나노카는 Nittelegenic 2015로 선출되었다.